# Institute of Masters of Wine
Das Institute of Masters of Wine (IMW) ist eine 1953 gegründete Non-Profit-Organisation mit Sitz in London, Großbritannien. Sie wurde ursprünglich eingerichtet, um durch eine fachliche Zusatzausbildung die Qualifikation von Mitarbeitern im britischen Weinhandel zu fördern. Das IMW ist seitdem eine bekannte private und kostenpflichtige Bildungsstätte der internationalen Weinbranche. Eine erfolgreiche Ablegung der nichtakademischen Prüfung ist mit der Verleihung des Titels Master of Wine (MW) verbunden.

## Geschichte des Instituts
Die ersten Prüfungen zum Master of Wine wurden 1953 unter der Federführung der Worshipful Company of Vintners und der Wine and Spirits Association abgehalten. Sechs Kandidaten erfüllten die Anforderungen und erhielten erstmals den Titel eines Master of Wine. Das Institut selbst nahm 1955 seine Arbeit auf.
In den ersten 30 Jahren seines Bestehens waren die Prüfungen den britischen „traders in wine“, also Weinhändlern (und vom Institut genauer definiert als Importeure, Händler und Einzelhändler) vorbehalten. In den 1980er Jahren wurden die Aufnahmebedingungen zunächst insofern gelockert, als beispielsweise auch Weinautoren die Prüfungen ablegen konnten. Erst 1987 wurde der Zugang auch außerhalb von Großbritannien ansässigen Kandidaten ermöglicht.

## Ausbildung
Die Ausbildung zum Master of Wine bietet eine umfassende Weinausbildung in Form von Seminaren mit einem hohen Anteil an Selbststudium an. Es handelt sich hierbei um eine Ausbildung außerhalb des akademischen Hochschulbereichs. Sie endet nach zwei Jahren mit einer schriftlichen Ausarbeitung, wobei die Ausbildung in Europa und den USA sowie Australien differieren kann. Vorbereitungsseminare werden in Großbritannien, in den USA, in Australien und seit 2004 auch in Österreich angeboten. Für die Ausbildung zum Master of Wine fallen Kosten bei dem Institute of Masters of Wine an, die in Europa, je nach gewählten Ausbildungsmodulen, bis über 5.000 Euro betragen können. Die Prüfung gilt als sehr anspruchsvoll, nur etwa 30 % der Kandidaten haben in jüngerer Zeit (1993–2000) alle Prüfungen bestanden und wurden so zum Master of Wine.
Zurzeit (Stand: 2023) sind rund 300 Personen Mitglied des Institute of Masters of Wine. Mitglieder des IMW tragen hinter ihrem Namen das Kürzel MW. Derzeit tragen zehn Deutsche, vier Österreicher und fünf Schweizer den Titel „Master of Wine“.

## Prüfungen
Qualifikations- und Abschlussprüfungen für die Lehrgänge werden einmal jährlich zeitgleich in London, Sydney und Kalifornien abgehalten. Die Abschlussprüfung besteht aus einem Theorie- und aus einem Praxisteil. Themenschwerpunkte sind der Weinanbau, die Kellertechnik und betriebswirtschaftliche Kenntnisse, insbesondere in Unternehmensführung, Qualitätskontrolle, Marketing, Vertrieb. Ein allgemeiner Teil verlangt auch Wissen über die gesellschaftlichen Aspekte, wie Politik und Wein, der Umgang mit Alkohol oder der Einfluss von Wein auf Kunst und Kultur. Im praktischen Teil müssen in einer halben Stunde zwölf Weine blind degustiert, beschrieben und identifiziert werden.

## Kooperation
Aufgrund eines Kooperationsvertrages der Österreichischen Weinmarketinggesellschaft (ÖWM) mit dem IMW kann die Vor-Ausbildung seit 2004 auch in Österreich an der Weinakademie in Rust absolviert werden.